# Corte de Casación de Francia

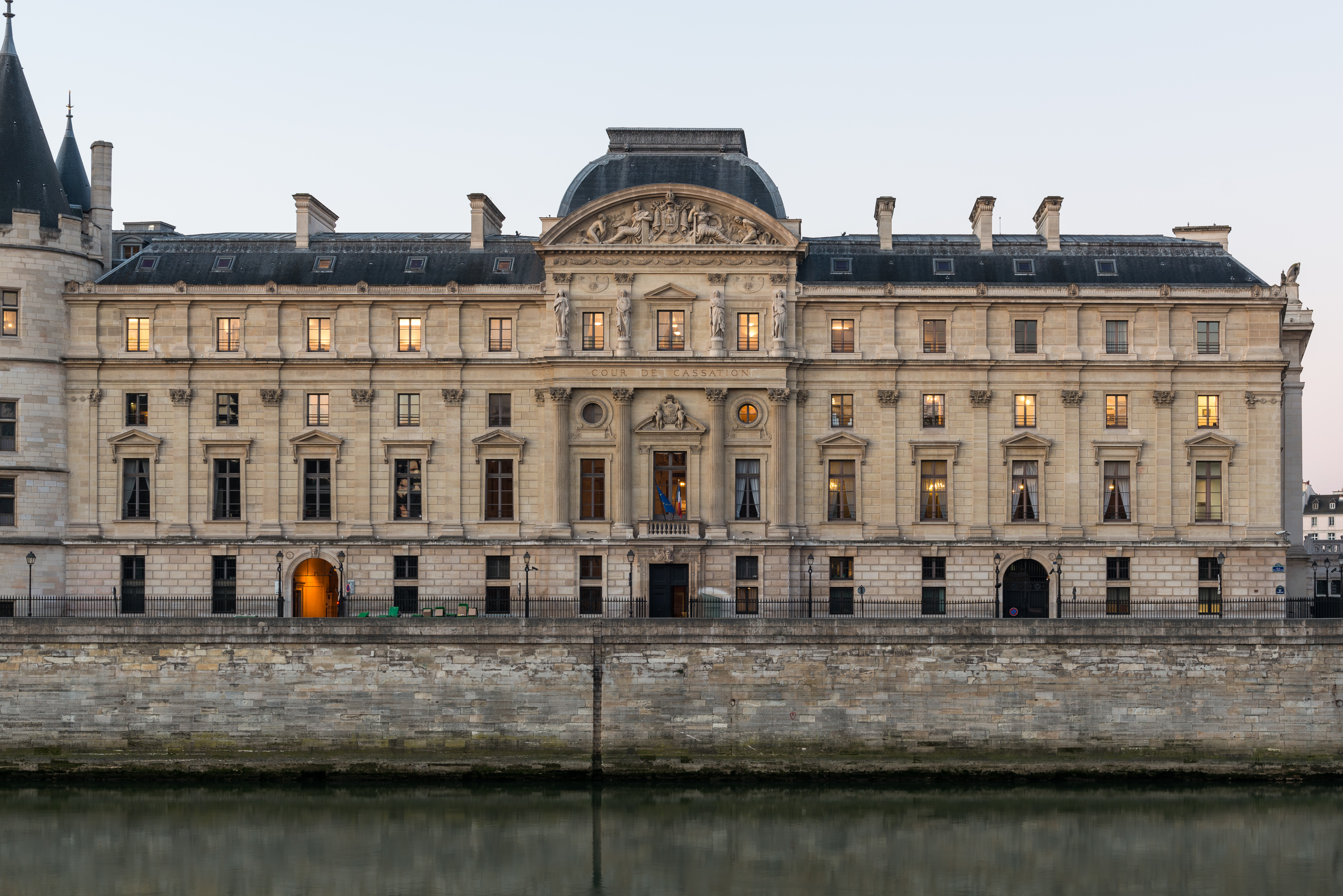
Palacio de Justicia de París, sede de la Corte de Casación.

La Corte de Casación (en francés: Cour de cassation) es el más alto tribunal del poder judicial de Francia. Su equivalente en el orden administrativo es el Consejo de Estado. Es un tribunal permanente, que se reúne en el Palacio de Justicia de París y consta de seis salas.
Es el órgano competente para el conocimiento de los recursos de casación y la posible anulación de las decisiones judiciales que se hayan dictado en contravención de la ley. Por el contrario, si desestima el recurso, confirma que la decisión del tribunal de apelación sea definitiva y su sentencia firme.
La Corte no es competente para conocer de las demandas contra los administradores o los organismos públicos, que son competencia de los tribunales administrativos, en los que el Consejo de Estado actúa como tribunal supremo de apelación; ni de los casos relativos a cuestiones constitucionales, que son competencia del Consejo Constitucional; ni de los casos relativos a litigios sobre cuál de estos tribunales es competente, que son conocidos por el Tribunal de Controversias Jurisdiccionales. En conjunto, estos cuatro tribunales constituyen el nivel más alto del sistema judicial francés.
El Tribunal fue creado en 1790 con el nombre de Tribunal de Casación durante la Revolución francesa y su propósito original era actuar como un tribunal de error con jurisdicción revisora sobre los tribunales inferiores de prerrogativas provinciales (parlamentos).
El Tribunal es la sede de la Red de Presidentes de Cortes Supremas de la Unión Europea.